# Gagea kunawurensis
Gagea kunawurensis là một loài thực vật có hoa trong họ Liliaceae. Loài này được (Royle) Greuter miêu tả khoa học đầu tiên năm 1970.